# Critérium de la ACP
El Critérium de la ACP fue una carrera ciclista profesional que se disputó anualmente en España. La ACP es la Asociación de Ciclistas Profesionales de España y organizó anualmente este criterium para recaudar fondos. La prueba fue una competición no oficial, por lo que transcurrió siempre en un ambiente muy festivo.
Se celebró durante el mes de noviembre desde 2001, ininterrumpidamente hasta 2009. Los mejores ciclistas españoles de la época participaron en la competición y muchos de ellos adornan el palmarés de la prueba. Solamente tomaban parte ciclistas españoles.
El formato de la prueba es el siguiente:
- Contrarreloj por equipos
- Prueba de elimimación
- Contrarreloj individual
- Prueba de puntuación

La prueba se disputó en Ibiza las dos primeras ediciones, después y hasta 2007 en la localidad madrileña de Tres Cantos. En 2008 en la también madrileña Boadilla del Monte y en 2009, la última edición, fue en San Andrés del Rabanedo (Provincia de León).

## Palmarés
| Año  | Lugar                   | Ganador            | Segundo            | Tercero                        |
| ---- | ----------------------- | ------------------ | ------------------ | ------------------------------ |
| 2001 | Ibiza                   | Óscar Freire       | Manuel Beltrán     | Miguel Ángel Martín Perdiguero |
| 2002 | Ibiza                   | Aitor González     | Félix García Casas | Melcior Mauri                  |
| 2003 | Tres Cantos             | Igor Astarloa      | Alejandro Valverde | Miguel Ángel Martín Perdiguero |
| 2004 | Tres Cantos             | Francisco Cabello  | José Luis Rebollo  | David Cañada                   |
| 2005 | Tres Cantos             | Alejandro Valverde | Carlos Sastre      | Rubén Plaza                    |
| 2006 | Tres Cantos             | Samuel Sánchez     | Óscar Pereiro      | José Ángel Gómez Marchante     |
| 2007 | Tres Cantos             | Alberto Contador   | Carlos Sastre      | Samuel Sánchez                 |
| 2008 | Boadilla del Monte      | Joan Llaneras      | Samuel Sánchez     | Carlos Sastre                  |
| 2009 | San Andrés del Rabanedo | Carlos Sastre      | Samuel Sánchez     | Alejandro Valverde             |

## Palmarés por países
| País   | Victorias |
| ------ | --------- |
| España | 9         |